# Rüdiger Goldmann

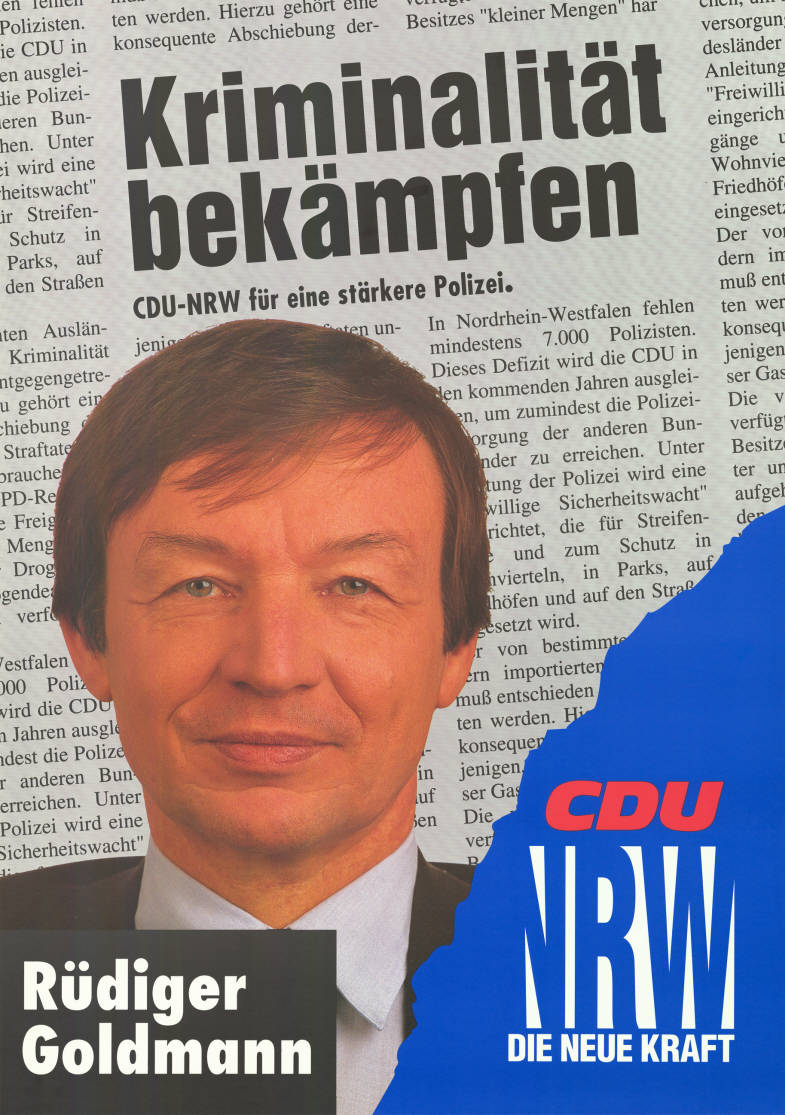
Kandidatenplakat zur Landtagswahl in Nordrhein-Westfalen 1995

Rüdiger Goldmann (* 28. Dezember 1941 in Gablonz an der Neiße, Reichsgau Sudetenland) ist ein deutscher Politiker der CDU.

## Leben und Beruf
Rüdiger Goldmann besuchte die Volksschule in Österreich und legte am Gymnasium 1962 das Abitur ab. Im Anschluss studierte er an der Universität Köln und der FU Berlin und schloss das Studium 1968 mit der ersten Staatsprüfung für das Höhere Lehramt in Geschichte und Deutsch ab. Danach war er Studienassessor in Zülpich und Duisburg und später Studienrat und Oberstudienrat in Düsseldorf.

## Politik
Seit 1962 ist Rüdiger Goldmann Mitglied der CDU und für diese in verschiedenen Ämtern und Mandaten. So war er 10 Jahre Mitglied im Rat der Stadt Düsseldorf, 11 Jahre Mitglied im 10., 11. und 12. Landtag von Nordrhein-Westfalen (1985–2000, mit Unterbrechung), ordentliches Mitglied des Arbeitsausschusses und des Wissenschaftsausschusses, stellvertretendes Mitglied im Schulausschuss und im Unterausschuss „Europapolitik“ und der Kommission „Mensch und Technik“.
Goldmann ist Stellvertretender Landesvorsitzender der Ost- und Mitteldeutschen Vereinigung der CDU in Nordrhein-Westfalen (OMV-NRW).
Daneben ist er auch noch stellvertretender Landesvorsitzender des BdV (Bund der Vertriebenen) in Nordrhein-Westfalen, außerdem Vorstandsmitglied der Sudetendeutschen Landsmannschaft, u. a. als Organisator der Sudetendeutschen Kulturtage im Herbst 2001 in Düsseldorf.
Außerdem ist er Mitglied der Sudetendeutschen Bundesversammlung, Stellvertretender Vorsitzender des Kuratoriums der Stiftung Gerhart-Hauptmann-Haus (Düsseldorf), Mitglied im Stiftungsrat des Ostdeutschen Kulturrates (OKR) und Stellvertretender Bundesvorsitzender der Ost- und Mitteldeutschen Vereinigung der CDU. Von 1965 bis Mitte der 1990er war er Mitglied im rechtsextremen Witikobund.